# Энсинген
Энсинген (фр. Hinsingen) — коммуна на северо-востоке Франции в регионе Гранд-Эст (бывший Эльзас — Шампань — Арденны — Лотарингия), департамент Нижний Рейн, округ Саверн, кантон Ингвиллер. До марта 2015 года коммуна административно входила в состав упразднённого кантона Сар-Юньон (округ Саверн).
Площадь коммуны — 2,98 км², население — 91 человек (2006) с тенденцией к стабилизации: 85 человек (2013), плотность населения — 28,5 чел/км².

## Население
Население коммуны в 2011 году составляло 83 человека, в 2012 году — 84 человека, а в 2013-м — 85 человек.
| 1962 | 1968 | 1975 | 1982 | 1990 | 1999 | 2006 | 2008 | 2011 | 2012 | 2013 |
| ---- | ---- | ---- | ---- | ---- | ---- | ---- | ---- | ---- | ---- | ---- |
| 120  | 106  | 96   | 96   | 82   | 72   | 91   | 84   | 83   | 84   | 85   |

Динамика населения:

## Экономика
В 2010 году из 56 человек трудоспособного возраста (от 15 до 64 лет) 45 были экономически активными, 11 — неактивными (показатель активности 80,4 %, в 1999 году — 93,0 %). Из 45 активных трудоспособных жителей работали 40 человек (20 мужчин и 20 женщин), пятеро числились безработными (четверо мужчин и одна женщина). Среди 11 трудоспособных неактивных граждан 5 были учениками либо студентами, 5 — пенсионерами, а ещё 1 — были неактивны в силу других причин.